# Ulrike Enders

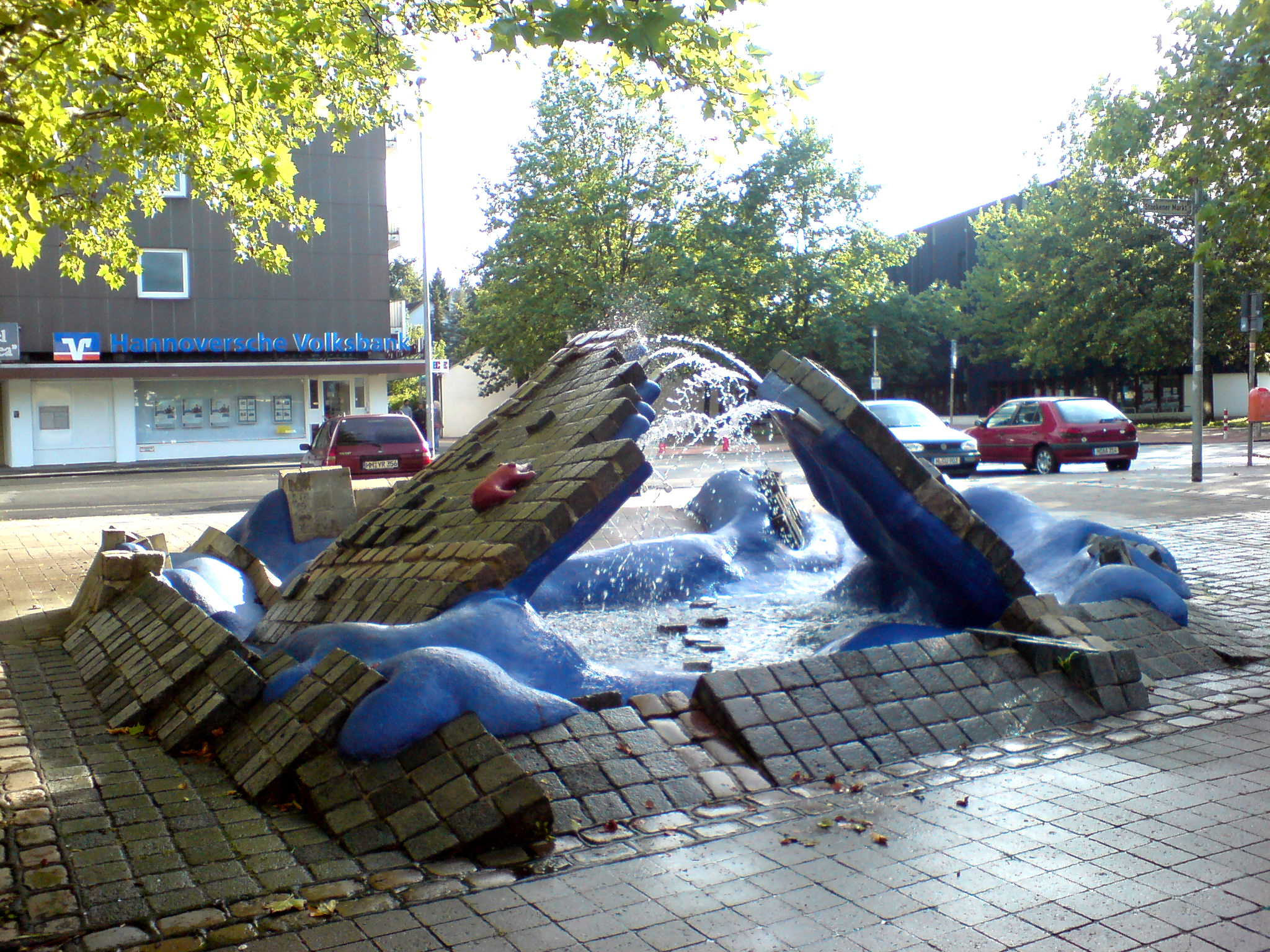
Pozo hidroeléctrico en Stöckener Markt, Stöcken, 1980

Ulrike Enders (Oberstdorf, 28 de diciembre de 1944) es una escultora alemana.

## Biografía
En 1964 Ulrike Enders aprobó el examen de fin de estudios en Kempten. Ese mismo año asistió a la Academia de Arte de Múnich, pero en 1965 se trasladó a la Universidad de las Bellas Artes de Berlín, a la que asistió hasta 1970
En 1971, Enders dio clases en el centro de detención de menores Hameln, donde enseñó a los jóvenes detenidos a modelar con poliéster. En 1972, la familia Enders se trasladó a Langenhagen, donde nacieron sus dos hijos en 1974 y 1977, y posteriormente a Hannover-Ricklingen.  
En 1980, creó la fuente hidroeléctrica del Mercado de Stöcken, su primera gran instalación. Posteriormente, Enders ha montado exposiciones en su país y en el extranjero durante nueve años con el grupo "PlasMa". Es miembro del Deutscher Werkbund Nord, y su trabajo está incluido en la "Base de datos de artistas y archivo de bienes de la Baja Sajonia".

## Obras
Los objetos o grupos de objetos de Ulrike Enders son arte en el espacio público en ciudades como Hameln, Dorsten, Bad Eilsen, Lingen (Ems), Celle, Inami en Japón, Bad Nenndorf, Bad Lauterberg, Uslar, Hamburg y Seelze:
- People in the Rain, 1983, frente a la casa Bahlsen en Georgstrasse y la esquina de Große Packhofstrasse en Hannover[4]
- Vigas de entramado de madera, erigidas en Celle en 1991 después de un concurso de arte, plano pequeño
- Punch and Judy Theatre, 1997, WP-Eggers-Platz en Oberricklingen[2]
- Los dolientes (grupo), donado en 2004 por un cliente para el cementerio de la ciudad de Ricklingen ; allí el hombre fue robado por ladrones de metales a finales de julio de 2010[5]

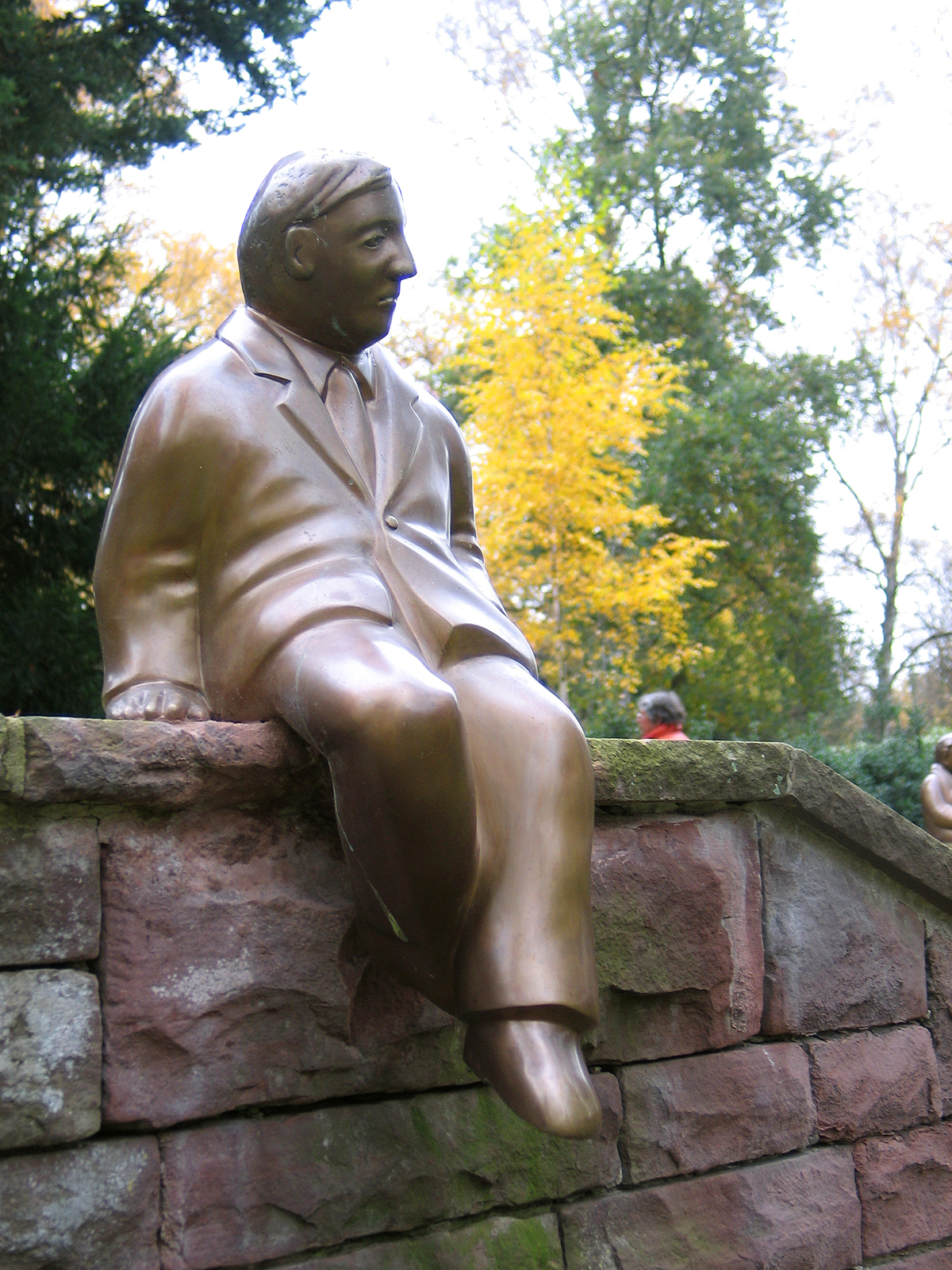
Robado y reemplazado: hombre sentado del grupo de dolientes, cementerio de la ciudad de Ricklingen, 2004
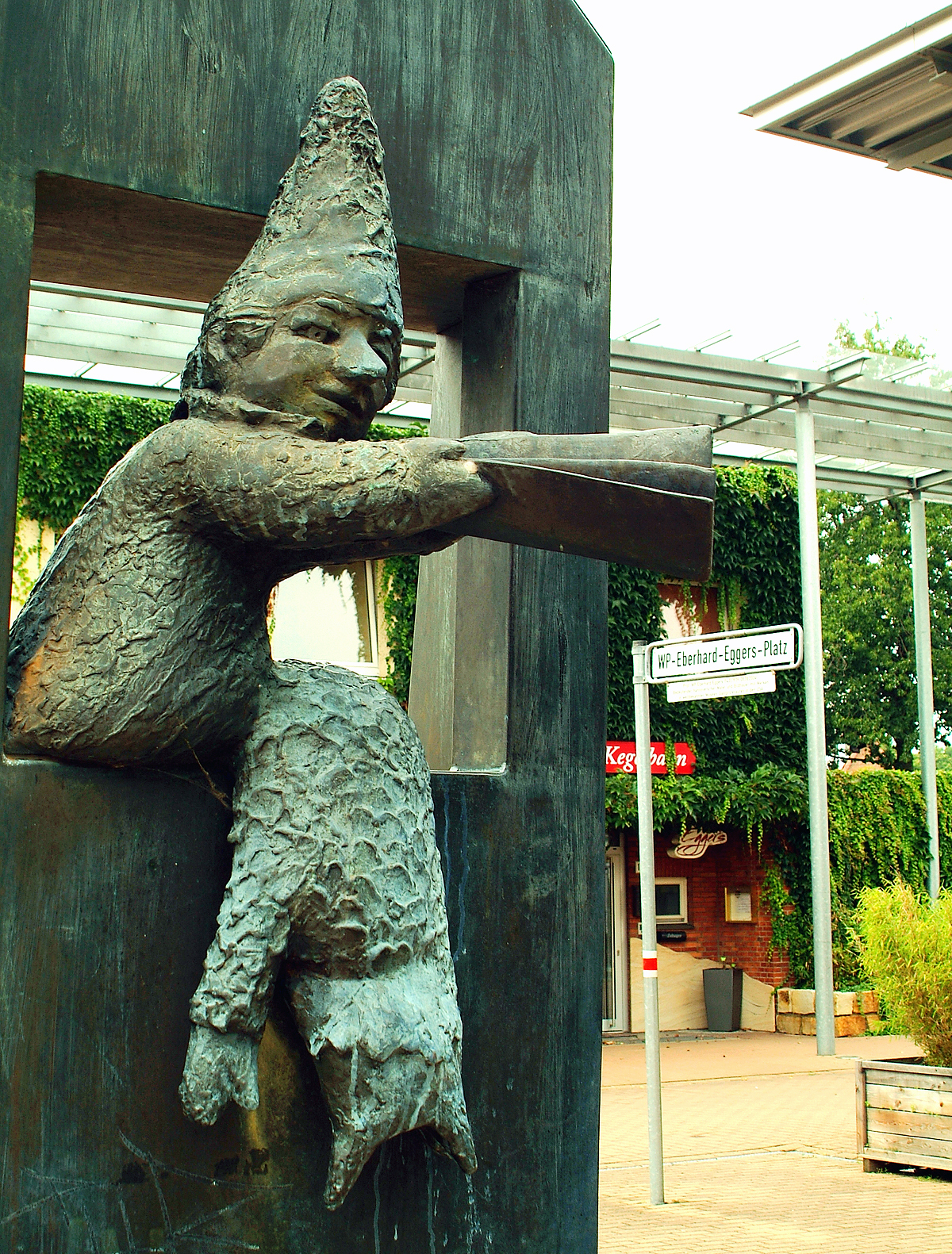
Teatro de marionetas en WP-Eberhard-Eggers-Platz, Oberricklingen, 1997
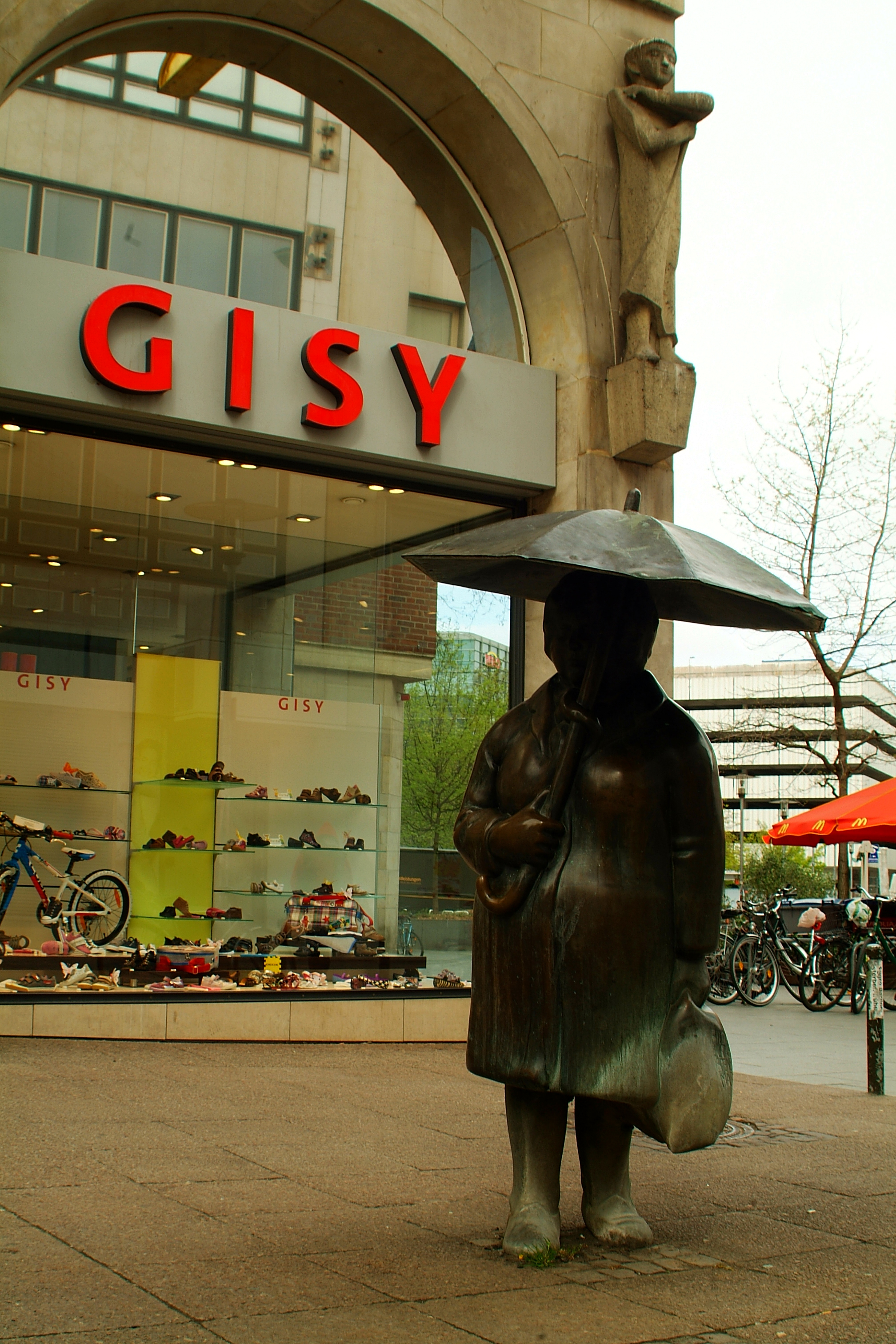
Una de las dos figuras de personas bajo la lluvia en Georgstrasse en Hannover.
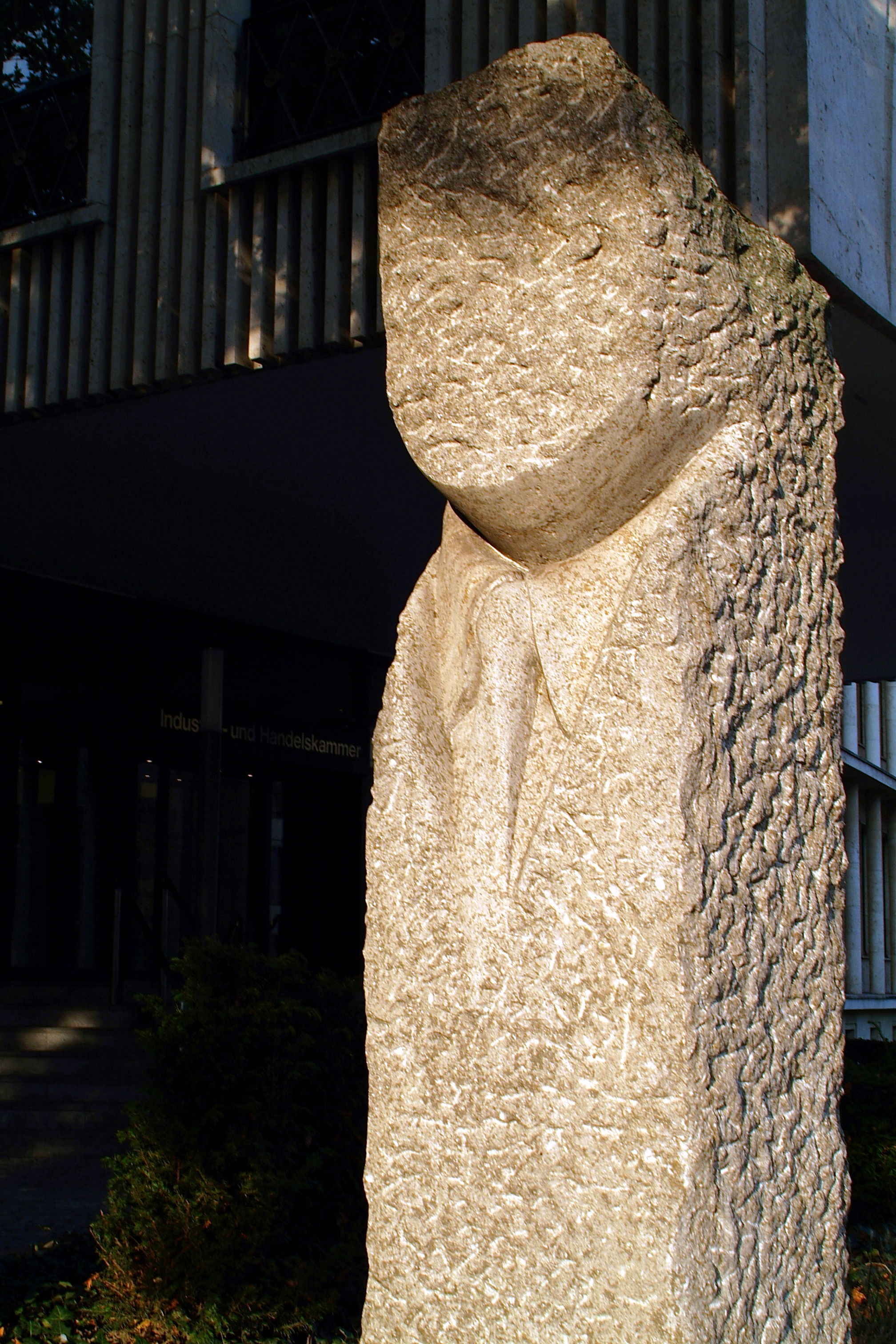
Una de las 3 estelas de piedra caliza de concha de la Cámara de Comercio de Hannover
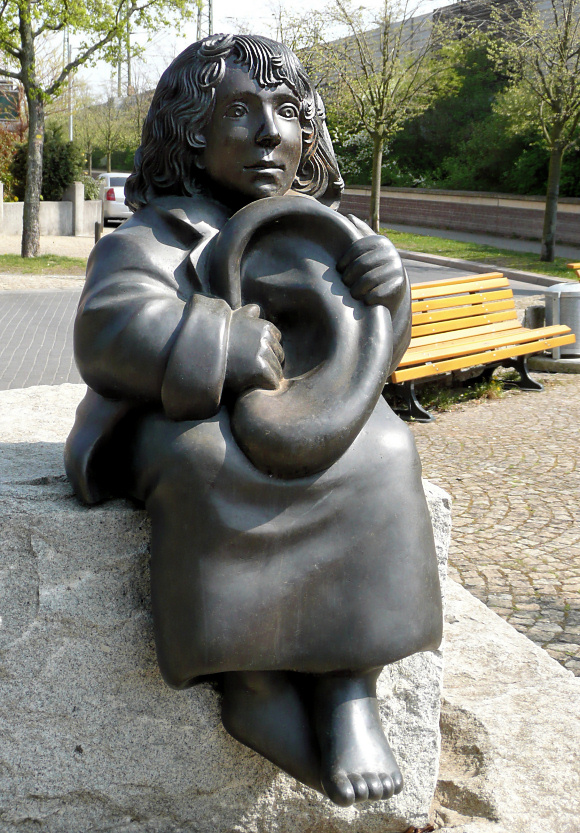
Momo en Hannover en Michael-Ende-Platz
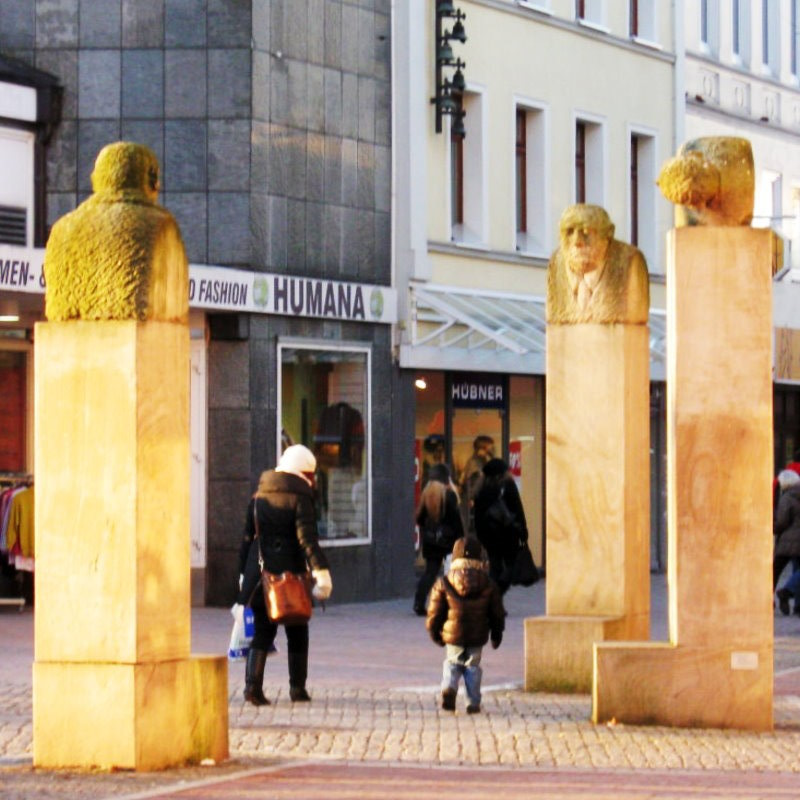
Ulrike Enders: tres posibles monumentos en Hamburgo-Harburg

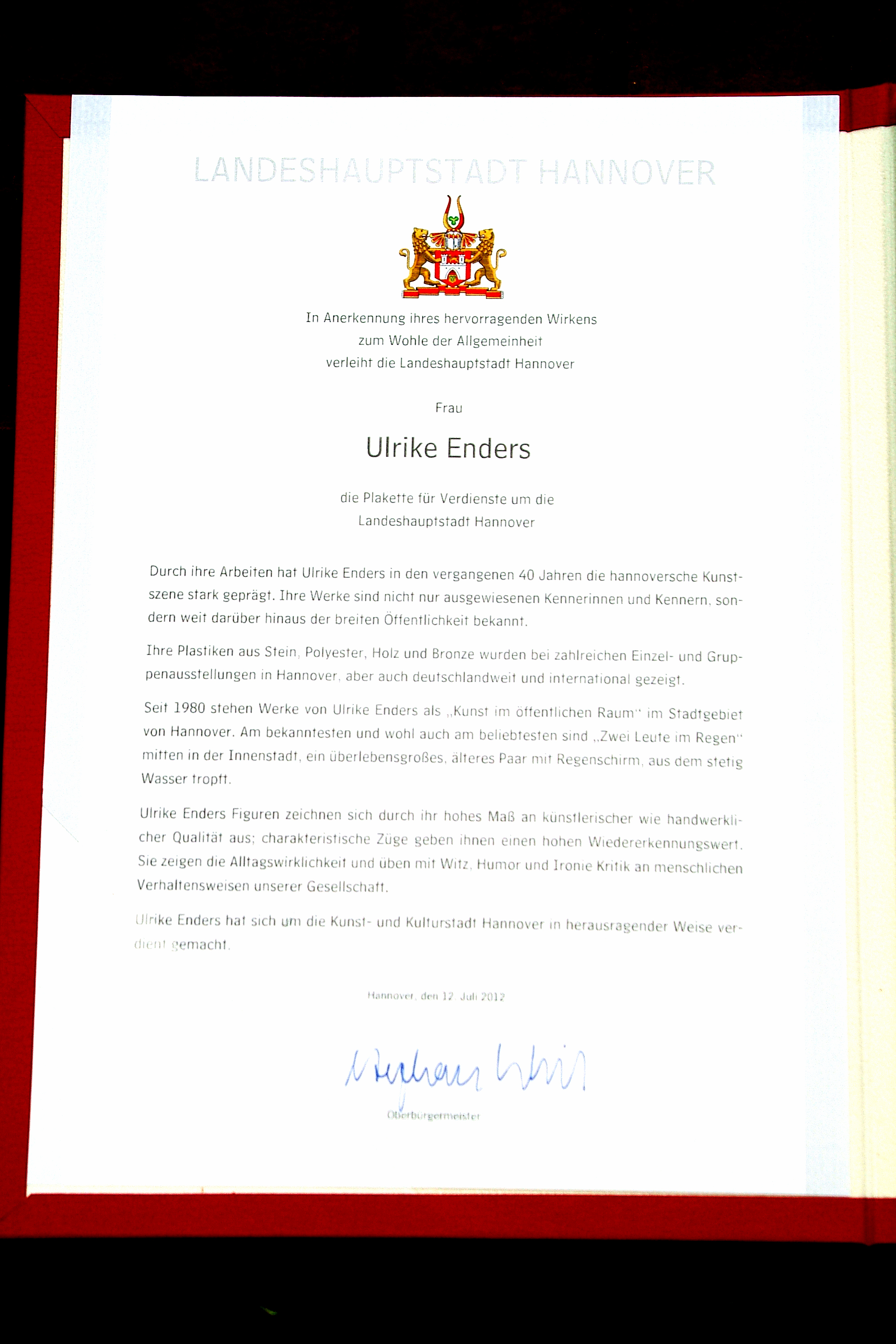
Certificado para la insignia de la ciudad de Hannover "... por 40 años de servicio a la ciudad de arte y cultura Hannover"

## Honores
- En 2012, Ulrike Enders recibió el distintivo de la ciudad de Hannover por «40 años de servicio a la ciudad, el arte y la cultura de Hannover».[6][7]